# 伊利恰农村居民点 (列宁斯克区)
伊利恰农村居民点（俄语：Ильичевское сельское поселение）是俄罗斯联邦伏尔加格勒州列宁斯克区所属的一个农村居民点。其下辖有2个居民点，行政中心为普季伊利恰。据2016年统计，该农村居民点的人口为890人。